# تروچواک
تروچواک (به لاتین: Trućevac}} یک منطقهٔ مسکونی در صربستان است که در Despotovac واقع شده‌است.